# Ефирбет
Ефирбет е онлайн сайт, занимаващ се с отразяването на спортни новини и интервюта с популярни спортни личности.
Порталът изследва услугите на лицензирани компании за онлайн спортно залагане и казино игри и изготвя доклади за тях. Те целят да ориентират аудиторията в игралните условия, предлагани от хазартните оператори.
Сайтът е пуснат онлайн на 19 октомври 2015 г. Собственoст е на Атанас Танев.. Разпространява се на над 10 езика, сред които полски, италиански, украински и датски.